# Nasenflöte (Humanatone)

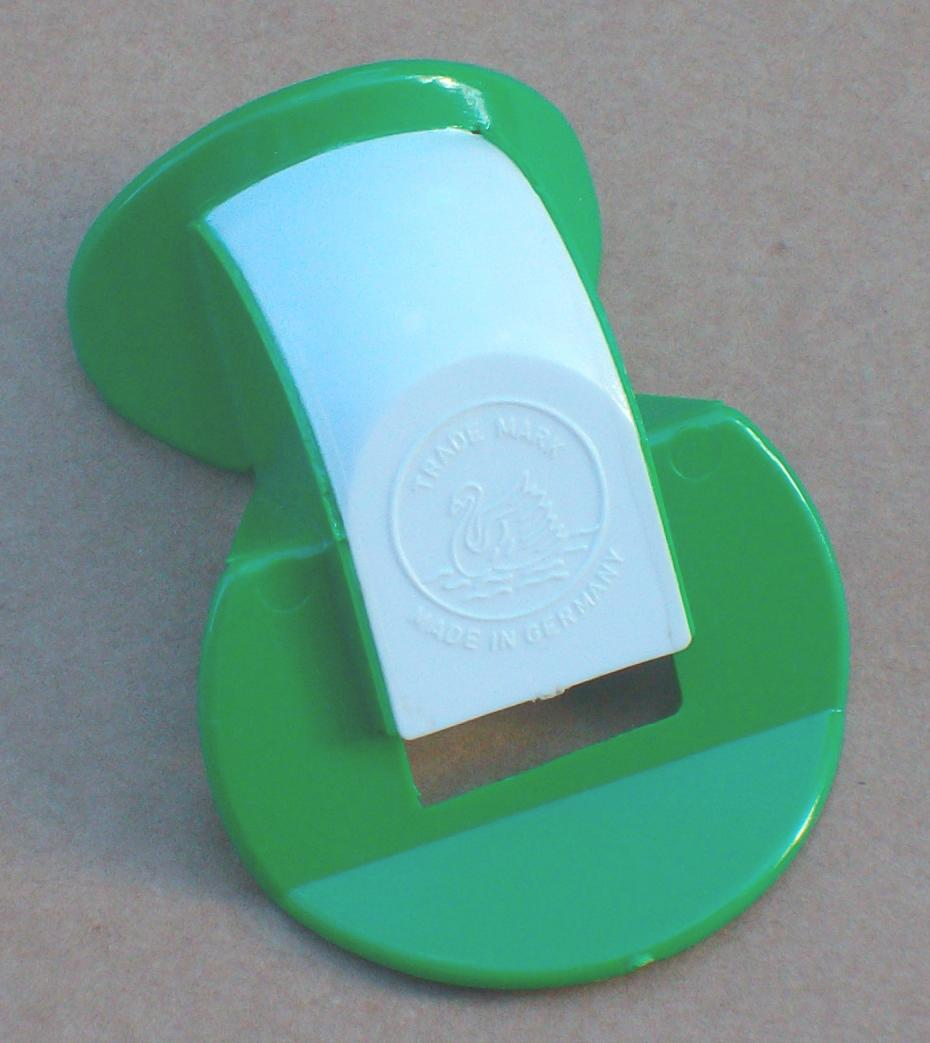
Nasenflöte aus Kunststoff

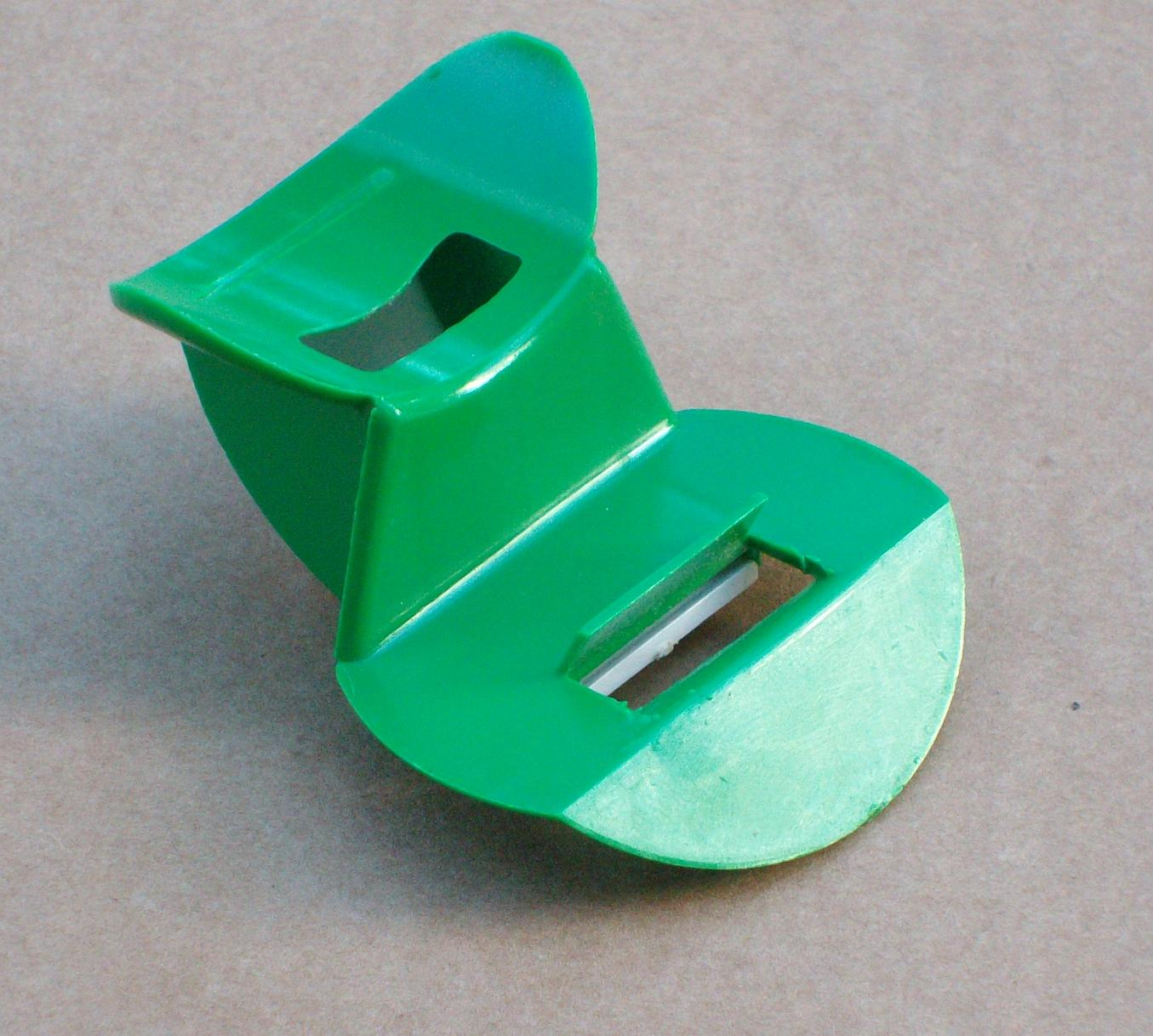
Innenseite derselben Nasenflöte

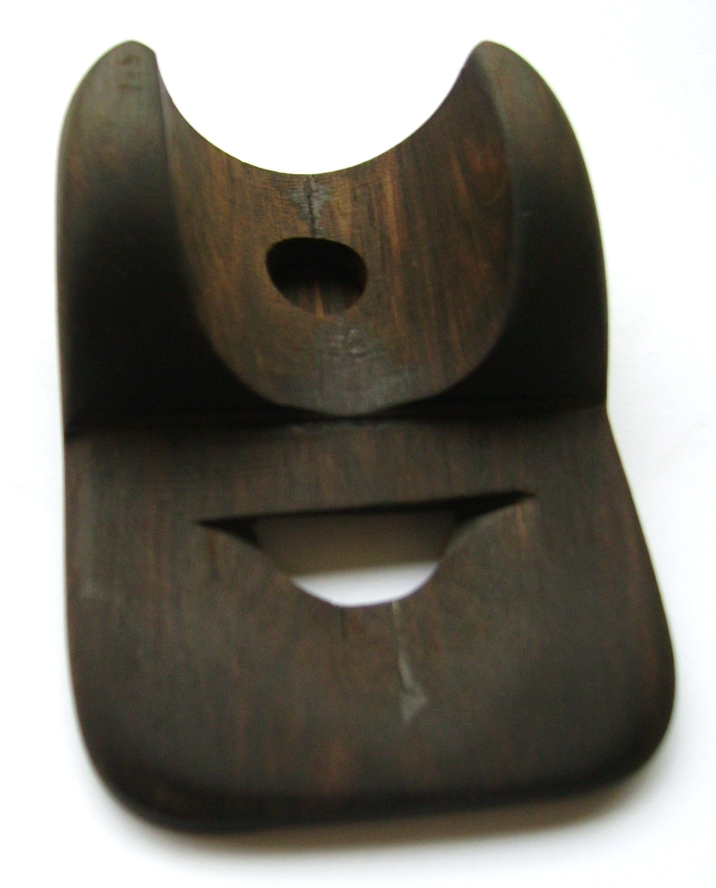
Nasenflöte aus Holz

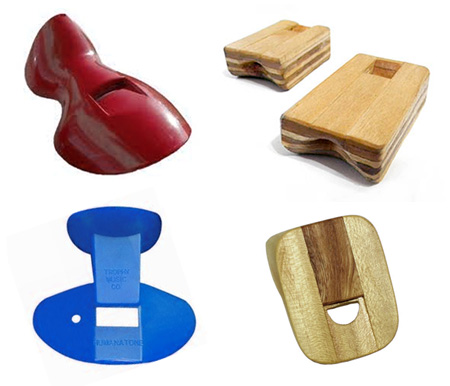
Verschiedene Nasenflöten aus Holz und Kunststoff; die blaue ist eine Humanatone

Die Nasenflöte ist ein einfaches Musikinstrument, bei dem der aus der Nase kommende Luftstrom in den Mundraum umgelenkt wird. Die Tonhöhe wird, wie beim Pfeifen und bei der Maultrommel, durch die Veränderung der Größe des Mundraumes erzeugt.

## Geschichte
Die erste moderne Nasenflöte ist, nach den Quellen auf Noseflute.org, die von William G. Carter 1892 patentierte „Nasalette“. William Carter soll das Patent nach den Quellen aber schnell verkauft haben.
Bekannter wurden die Instrumente, die ab 1903 oder 1904 in den Vereinigten Staaten von James J. Stivers gebaut wurden, der in New York City ein Unternehmen für Blasinstrumente betrieb. Diese wurden seither dort unter dem Markennamen Humanatone vertrieben. Nach einer anderen Quelle gab es das Humanatone aber bereits vorher.
Belegt ist jedenfalls die Firmengründung und die Reservierung des Markennamens Humanatone.

Die ersten Nasenflöten waren nach allen Quellen aus Blech, seit den 1940er Jahren werden sie aus Kunststoff hergestellt. Im deutschsprachigen Raum ist ein ähnliches Modell verbreitet, das den Aufdruck Made in Germany und einen Schwan als Erkennungszeichen trägt. Neben den Nasenflöten aus Kunststoff, die (2014) zwischen 1 und 2 Euro kosten, werden auch teurere Modelle aus Holz angeboten.

## Spieltechnik
Die Nasenflöte wird auf die Nase und über den Mund gesetzt und entweder durch eine Hand festgehalten oder mit einem Band befestigt. Der geöffnete Mund umschließt die untere Öffnung der Nasenflöte, es darf keine Luft seitlich entweichen können. Die durch die Nase ausgeatmete Luft wird in den Mundraum umgelenkt. Durch Veränderung der Größe des Mundraumes kann die Tonhöhe stufenlos verändert werden. Der Tonumfang umfasst, abhängig vom Spieler, 2 bis manchmal sogar 3 Oktaven. Die Lautstärke hängt von der Stärke des Luftstromes ab. Ein Vibrato kann durch Veränderung des Luftstroms, aber auch durch die Bewegung der Hand erzeugt werden. Insgesamt wird das Instrument eher humoristisch eingesetzt.
Klang einer Spielzeugnasenflöte aus Plastik, 197 kBⓘ

## Einsatz in der Popmusik
Gelegentlich werden Nasenflöten in der aktuellen Pop-Musik eingesetzt, zum Beispiel vom zwölfköpfigen, 1991 gegründeten Original Oberkreuzberger Nasenflötenorchester: Der Grindchor, von Die Ärzte in einem 5-minütigen, ausschließlich mit Nasenflöte und Schlagzeug gespielten Einsatz auf ihrer Jenseits der Grenze des Zumutbaren-Tour, veröffentlicht als Teil der Live-DVD Die Band, die sie Pferd nannten, von den Ohrbooten, die in einigen Liedern die Nasenflöte als Melodieinstrument benutzen, und von Die Toten Hosen auf ihrer Tour Machmalauter im Lied Sascha … ein aufrechter Deutscher.